# Nanna Schröder
Nanna Carolina Schröder, född 15 maj 1852 i Arvika församling, död 22 februari 1931 i Arvika, var en svensk teckningslärare, målare och tecknare.
Hon var dotter till handlaren Christian Henrik Mebius och Susanna Christina Schröder och från  1875 gift med stationsinspektoren Albert Jordhöj Schröder. Hon utbildade sig teckningslärare för Hugo Segerborg i Karlstad och var efter utbildningen verksam som teckningslärare vid Arvika realskola och Arvika flickskola. Vid sidan av sitt arbete var hon verksam som konstnär och utförde pennteckningar och porträttmålning.